# Ford Model T

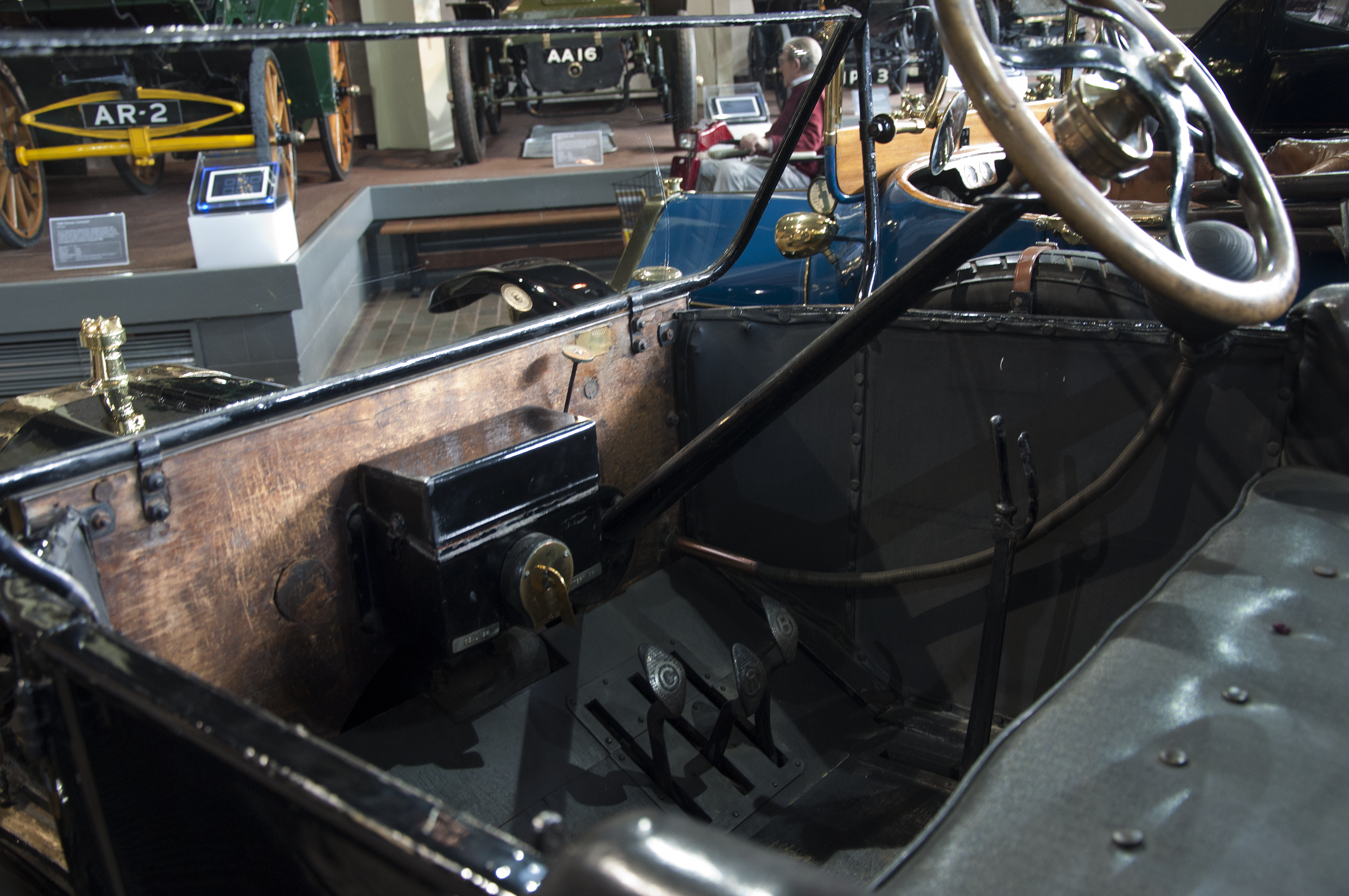
Interieur van dezelfde Ford Model T uit 1914

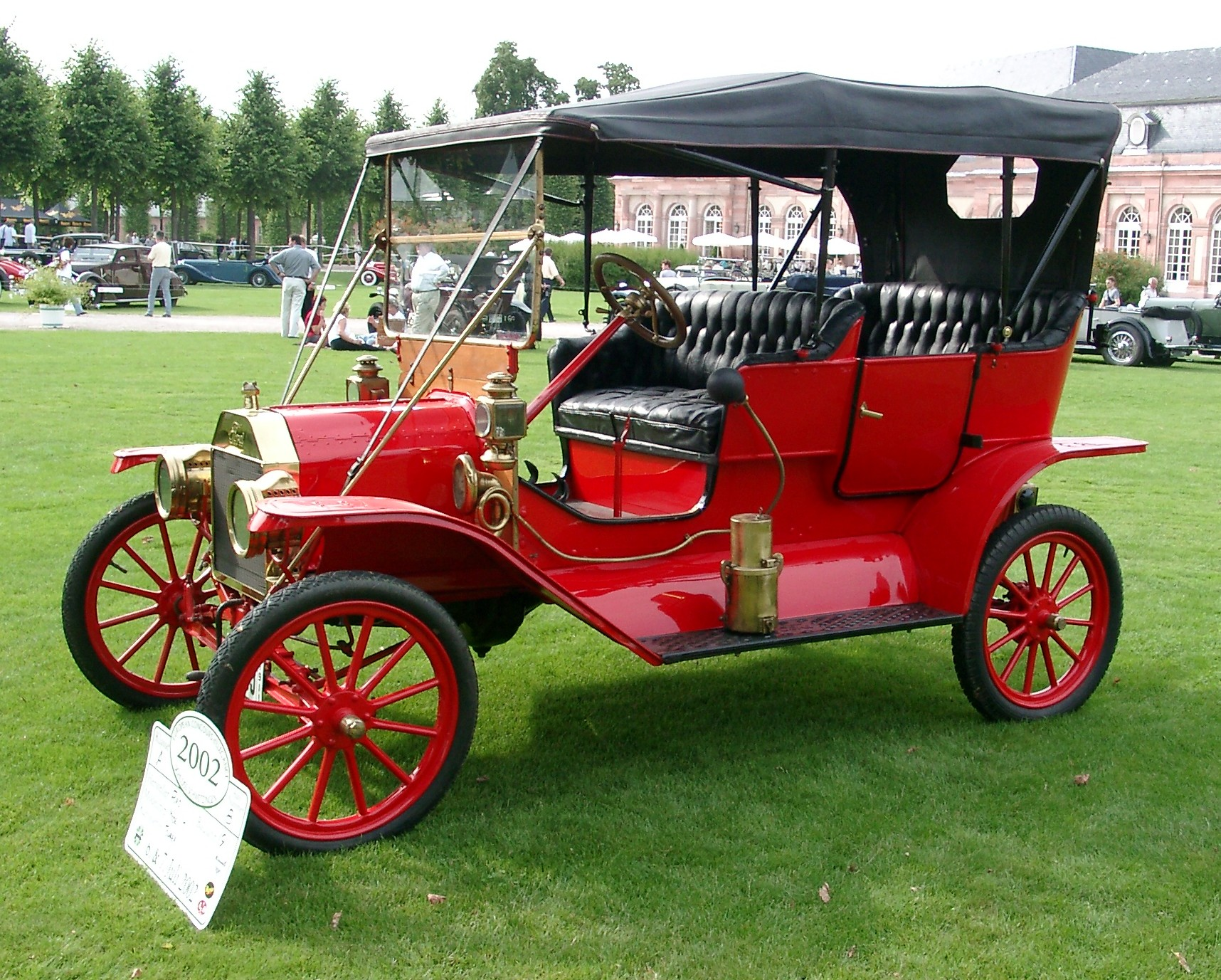
Ford Model T dat tussen 1908 en 1927 werd geproduceerd

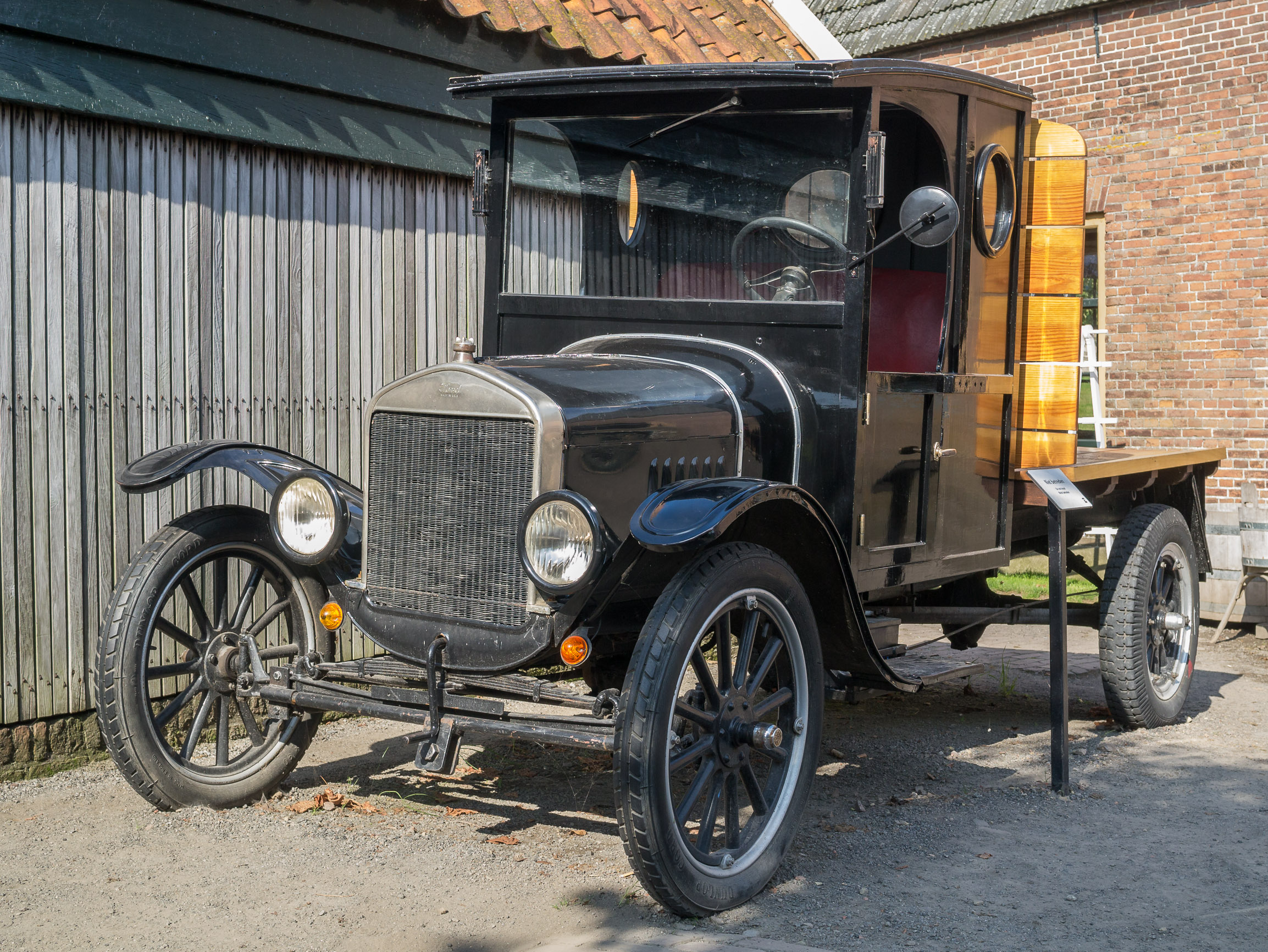
Transport uitvoering

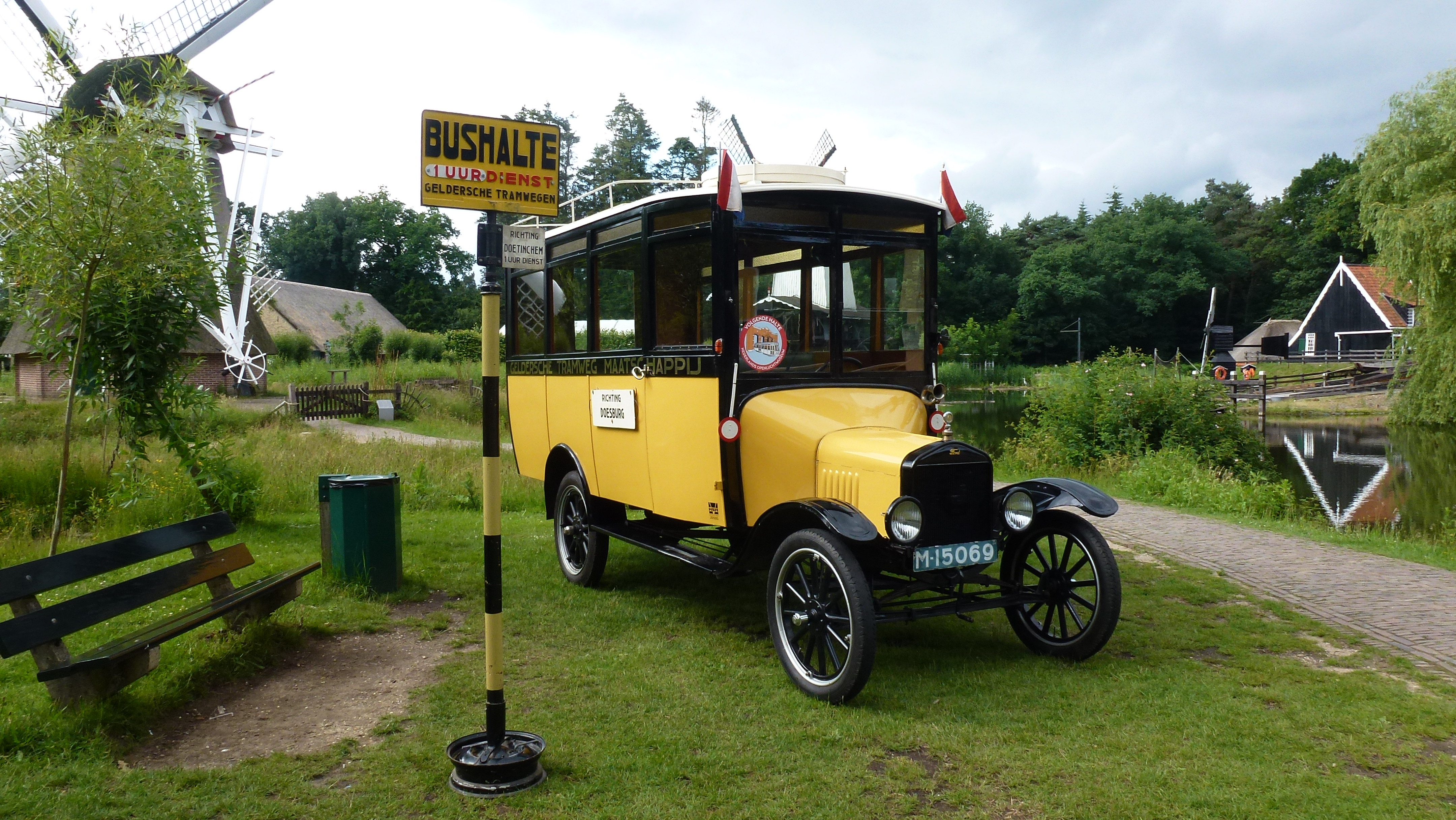
Ford T, autobus uit 1923

De Ford Model T (bijgenaamd Tin Lizzie in de VS, en T-Ford in Nederland) van de Ford Motor Company werd gebouwd vanaf 27 september 1908 en was een van de eerste auto's die in massaproductie werd genomen (de eerste in massa geproduceerde auto was de Oldsmobile Curved Dash). Door de massaproductie en de verregaande versimpeling van het productieproces, waarbij elke werknemer slechts één handeling verrichtte, was de Tin Lizzie de goedkoopste auto op de markt op dat moment. De vierzitter open tourer kostte bij aanvang van de serieproductie 850 dollar. In 1913 was de prijs gezakt naar 550, in 1914 440, in 1920 300 en in 1924 nog 290 dollar. De Ford T was een betaalbare auto geworden.
In 1918 was de helft van alle auto's in de wereld een Ford Model T. De productie van het Model T vond plaats tot aan de introductie van het vernieuwde A-model in 1927. In de periode tussen 1908 en 1927 werden er meer dan 15 miljoen van deze voertuigen verkocht.

## Kleur
Om de massaproductie efficiënt te kunnen houden zou Henry Ford over deze auto hebben gezegd: "Je kunt hem bij ons in alle kleuren kopen, als het maar zwart is." Deze uitspraak staat in schril contrast met de waarheid: de auto was tot 1914 in meerdere kleuren verkrijgbaar. Toen kwam men bij Ford erachter dat zwart het snelst droogde van alle kleuren. De laatste jaren, met een teruglopende vraag, werd de wagen weer in meerdere kleuren verkrijgbaar.

## Productielijn
De noodzakelijke kennis en vaardigheid van de fabrieksarbeider werd gereduceerd tot een van de 84 deelgebieden. Ook werden meer machines gebruikt om de complexiteit binnen de deelgebieden verder terug te dringen. Met deze aanpak werd het mogelijk een ongeschoolde arbeider goed te betalen omdat deze het werk kon doen dat voorheen werd verricht door meer en hoger opgeleid personeel. Bij de serieproductie moest er wel een extra inspanning worden verricht op het gebied van de integrale kwaliteitsbewaking. Er werden serienummers en eindcontroles geïntroduceerd. Henry Ford verklaarde dat “het in elkaar zetten van een motor, dat vroeger door één man werd gedaan, werd onderverdeeld in 84 losse bewerkingen. Deze 84 man deden het werk waar vroeger 250 man voor nodig was.”

## Productie in andere landen
De Ford werd ook in andere landen opgebouwd. Zo werd de Ford in Groot-Brittannië, aanvankelijk uit CKD-kits, geproduceerd in Dagenham, maar ook bijvoorbeeld in Nederland, door carrosseriebouwer Veth, zijn enkele exemplaren gebouwd. Het was dan ook Ford die het in kisten verschepen en lokaal opbouwen had bedacht om hoge importheffingen te omzeilen.

## Einde productie
Op 26 mei 1927 rolde de 15 miljoenste Ford Model T de fabriek uit en op diezelfde dag werd bekendgemaakt dat de productie zou worden gestaakt. Eind mei lag het werk daadwerkelijk stil en zo'n 60.000 mensen in Detroit kwamen zonder werk te zitten. De duizenden dealers in het land kregen geen nieuwe auto’s meer en moesten overleven op de voorraden die ze nog hadden. In december 1927 werd de opvolger, de Ford Model A, aan het publiek gepresenteerd. Bij de dealers waren voor het einde van het jaar al contracten getekend voor een miljoen voertuigen. Het duurde tot medio 1928 voordat de productie weer volledig herstart was en de mensen hun baan bij Ford terug hadden.

## Trivia
- Een rode Ford Model T figureert als een van de 'hoofdpersonen' in de stripreeks Bram Jager en zijn buur van tekenaar Francis Bertrand en schrijver Maurice Tillieux. In deze reeks wordt consequent over Ford T gesproken.
- Vanaf de opening in 1984 tot 2019 reden er rode, blauwe en gele T-Fordjes op de attractie De Oude Tufferbaan in de Efteling.